# Rodelinda

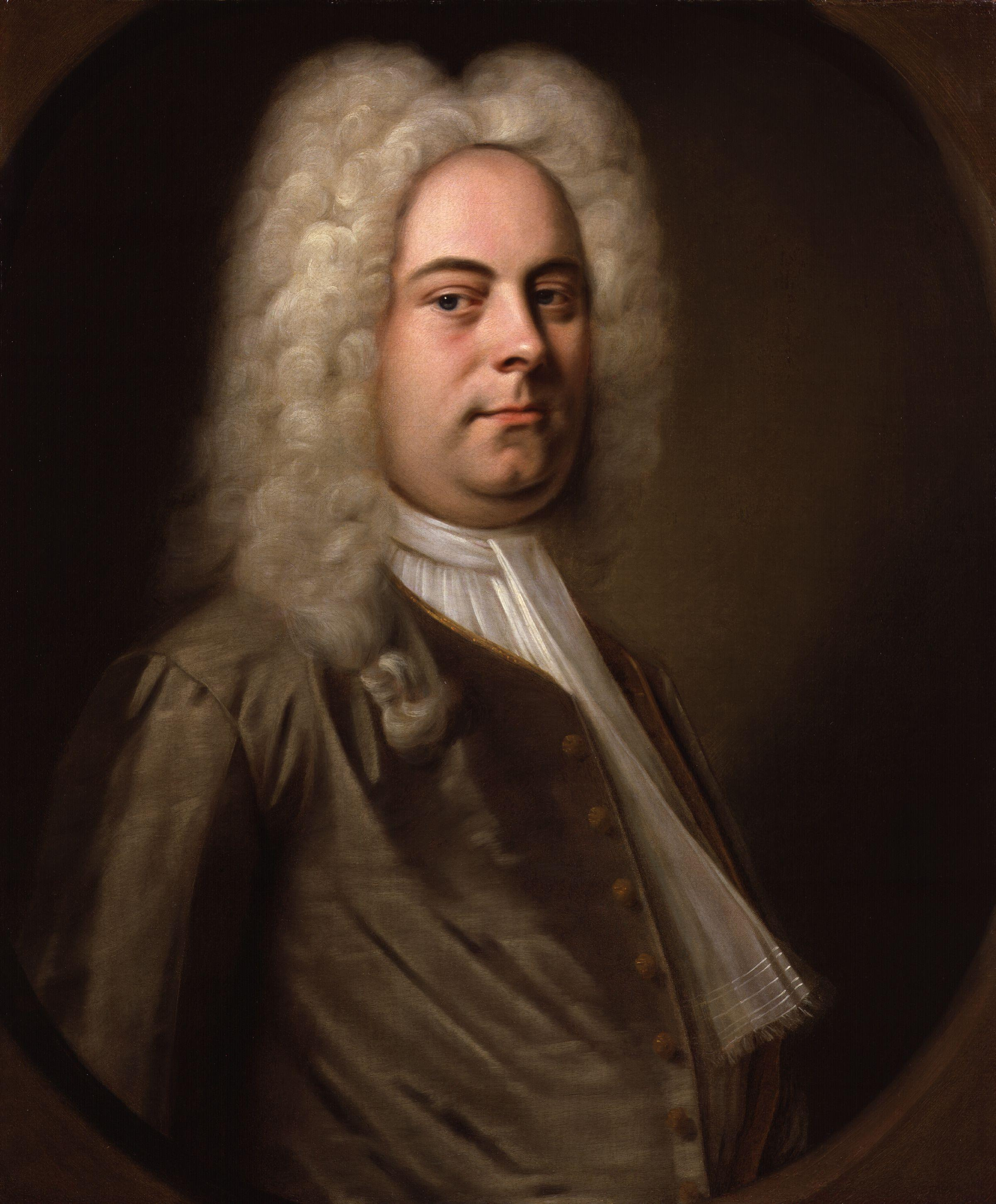
Georg Friedrich Händel

Rodelinda, regina de' Longobardi (HWV 19) är en opera seria i tre akter av Georg Friedrich Händel. Den baseras på ett libretto av Nicola Francesco Haym som i sin tur bygger på ett libretto av Antonio Salvi, vars text kommer från Pierre Corneille pjäs Pertharite, roi des Lombards.
Rodelinda hade premiär på King’s Theatre vid Haymarket den 13 februari 1725. Uppsättningen bestod av samma ensemble som i Tamerlano. Den gavs i 14 föreställningar och upprepades också den 18 december 1725 och den 4 maj 1731. Den gavs också i Hamburg. Den första moderna produktionen, i kraftigt bearbetad form, spelades i Göttingen den 26 juni 1920 där den var den första i en serie nypremiärer producerades av Händelentusiasten Oskar Hagen. En brittisk uppsättning presenterades vid Glyndebournefestivalen 1998. I denna mycket uppmärksammade föreställning, regisserad av Jean-Marie Villégier, sjöng  Anna Caterina Antonacci titelrollen och Andreas Scholl var Bertarido. Den finns utgiven på DVD av Warner Music. Svensk premiär den 27 juli 1957 på Drottningholmsteatern.

## Roller
| Roll                                                  | Röstläge    | Rollbesättning vid premiären den 13 februari 1725. |
| ----------------------------------------------------- | ----------- | -------------------------------------------------- |
| Rodelinda, Drottning av Lombardiet, Bertaridos hustru | sopran      | Francesca Cuzzoni                                  |
| Bertarido, Kung av Lombardiet, Rodelindas make        | alt kastrat | Senesino                                           |
| Grimoaldo, Hertig av Benevento, trolovad till Eduige  | tenor       | Francesco Borosini                                 |
| Eduige, Bertaridos syster, trolovad till Grimoaldo    | alt         | Anna Vicenza Dotti                                 |
| Unulfo, Bertaridos vän och rådgivare                  | alt kastrat | Andrea Pacini                                      |
| Garibaldo, Grimoaldos rådgivare, hertig av Turin      | bas         | Giuseppe Maria Boschi                              |
| Flavio, Rodelindas son                                |             |                                                    |

## Handling
Akt I 
Kung Bertarido har fördrivits av tyrannen Grimoaldo. Rodelinda, som är Bertaridos hustru, tror att Bertarido är död, och sörjer därför sin makes bortgång. Grimoaldo, som är trolovad med Bertaridos syster Eudige, har förälskat sig i Rodelinda. Han förklarar sin kärlek för henne och erbjuder henne återfå tronen om hon gifter sig med honom. Rodelinda vägrar. Grimoaldo söker råd hos sin vän Garibaldo om hur han ska vinna Rodelinda och samtidigt göra sig kvitt sin trolovade Eudige. Garibaldo, som erkänt att han hyser känslor för Eudige, smider i hemlighet planer att erövra tronen för egen del, och han planerar att ta hjälp av Eudige för att nå sitt mål. Under tiden har en förklädd Bertarido återvänt till palatset. Tillsammans med sin vän Unulfo iakttar han när Rodelinda och sonen Flavio lämnar blommor vid hans grav. Garibaldo anländer och ger Rodelinda ett ultimatum: antingen gifter hon sig med Grimoaldo, eller så kommer hennes son Flavio att dödas.
Akt II 
Rodelinda går med på att gifta sig med Grimoaldo, men kräver att Grimoaldo först dödar Flavio i hennes närvaro. Grimoaldo blir förskräckt och vägrar fullfölja hennes önskan. Garibaldo råder Grimoaldo att döda Flavio och gifta sig med Rodelinda, men återigen vägrar Grimoaldo. Han säger att Rodelindas mod har fått honom att älska henne ännu mer, men att han tvivlar på att någonsin kunna vinna hennes kärlek. När Bertarido får höra om Rodelindas beslut att gifta sig med Grimoaldo tror han att hon har bedragit honom. Bertaridos syster Eudige känner igen honom trots hans förklädnad, och hon vittnar om att Rodelinda är troheten själv. Eudige ordnar så att Rodelinda och Bertarido får träffas, men deras möte överraskas av en rasande Grimoaldo som genast kastar Bertarido i fängelse. Eudige har emellertid en nyckel till fängelset som hon överlämnar till Unulfo.
Akt III
Unulfo ska hjälpa Bertarido att fly. Han överlämnar ett svärd till Bertarido, och tillsammans flyr de från fängelset. Rodelinda och Eudige kommer för att besöka Bertarido i fängelset, men då de hittar hans blodiga kappa på golvet tror de att han har blivit mördad. Under tiden grips Grimoaldo av samvetskval, så han går ut i trädgården för att få lite vila, och han somnar. Garibaldo hittar Grimoaldo sovandes ute i trädgården, och han ser ett tillfälle att göra sig av med kungen för att själv kunna överta tronen. Han drar sitt svärd, men då kommer Bertarido och dödar Garibaldo och räddar därmed livet på Grimoaldo. Av tacksamhet till Bertarido ger Grimoaldo honom både tronen och Rodelinda tillbaka.

## Webblänk
- Partitur till Rodelinda (utgivet av Friedrich Chrysander, Leipzig 1876)